# Freeride (Zeitschrift)
Freeride ist eine Special-Interest-Zeitschrift, die sich auf Freeride-Mountainbiken spezialisiert hat.
Das Magazin erscheint in Deutschland und im deutschsprachigen Ausland viermal innerhalb der Freeride-Saison. Wie die Schwesterzeitschriften bike und TOUR wird Freeride im Bielefelder Delius Klasing Verlag veröffentlicht.
Der Redaktionssitz ist München, Chefredakteur ist Dimitri Lehner. Themenschwerpunkte sind Test, Technik, Fahrtechnik, die internationale Szene, sowie Abenteuer und Service. Die Zeitschrift wird zu einem Einzelpreis von 8,50 Euro verkauft.

## Geschichte
2002 planten die Redakteure des Mountainbike-Magazins bike Florian Haymann, Christopher Hug, Dimitri Lehner und Markus Greber ein eigenständiges Freeride-Magazin. Markus Greber hatte die Freeride-Bewegung von Anfang an als Journalist miterlebt. 2005 gab der Verlag grünes Licht für das Projekt Freeride. Zunächst wurde ein bike-Special unter dem markanten "Red-Label"-Titel Freeride am Markt getestet, ob genug Käufer-Potential vorhanden ist. Die erste Ausgabe übertraf die Prognosen und der Verlag entschloss sich für eine weitere Ausgabe noch im selben Sommer. Seit 2006 erscheint Freeride viermal pro Freeride-Saison bei wachsender Auflage.

## Auszeichnungen
Seit 2008 verleiht Freeride einmal im Jahr den Freeride-Meilenstein. Mit diesem Preis sollen Firmen aus der Freeride-Branche für innovative und wegweisende Produkte ausgezeichnet werden. Hierzu nominiert die Redaktion in den drei Kategorien Komplettrad/Rahmen-Set, Komponenten und Zubehör je drei Produkte. Über die Vergabe des Meilensteins entscheiden in einer Online-Abstimmung abschließend die Freeride-Leser. Die Verleihung der Freeride-Meilensteine erfolgt jährlich im Rahmen der Eurobike-Messe in Friedrichshafen.